# Mikronésie (region)

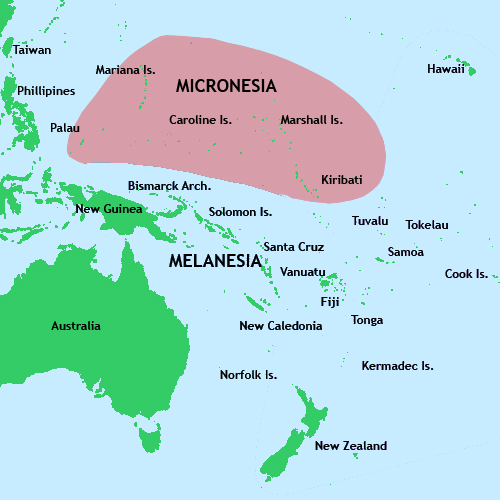
Geografické vymezení Mikronésie

Mikronésie (jako „Malé ostrovy“ pojmenoval francouzský mořeplavec Dumont d'Urville, z řeckého μικρός – mikros „malý“ a νῆσος – nésos „ostrov“) je souhrnné pojmenování pro ostrovy v severní části Oceánie. Přesná definice pojmu Mikronésie není striktně daná. Nejčastějším vymezením je oblast ohraničená na západě Filipínami, na jihozápadě a jihu Indonésií, Papuou Novou Guineou a Melanésií a na východě Polynésií. V Mikronésii žije přibližně 550 000 obyvatel.

## Politické dělení
Do mikronéského regionu se započítávají následující státy a závislá území:
- Palau
- Mikronésie
- Marshallovy ostrovy
- Nauru
- Kiribati
- Guam
- Severní Mariany